# Левитов, Леонид Самуилович
Леонид Самуилович Левитов (англ. Leonid S. Levitov; род. 18 марта 1962) — российский и американский физик. Профессор Массачусетского технологического института. Кандидат физико-математических наук.
Родители — радиоинженер Самуил Лазаревич Левитов (1914—1995), соавтор монографии «Ленточные провода и кабели в радиоэлектронной аппаратуре» (М.: Радио и связь, 1984), и Бася Исаевна Левитова (1923—2005).
Выпускник Московского физико-технического института. Защитил кандидатскую диссертацию по теме «Симметрия и локальный порядок в квазикристаллах» в 1988 году под научным руководством Г. М. Элиашберга. Работал научным сотрудником в Институте теоретической физики имени Ландау АН СССР. С 1991 года — в Centre d'Etude de Chimie Métallurgique в Национальной школе химической инженерии (l'Ecole Nationale Supérieure de Chimie) в Париже. С 1992 года — в Массачусетском технологическом институте.
В честь Л. С. Левитова названа предполагаемая квазичастица левитон (leviton).

## Книги
- Функции Грина в задачах (с А. В. Шитовым). М.: МФТИ, 1997.
- Функции Грина. Задачи и решения (с А. В. Шитовым).  М.: Физматлит, 2003. — 390 с.; М.: МЦНМО, 2016. — 400 с.